# 단가
단가(短歌)란 판소리를 부르기 전에 소리하는 이의 목을 풀기 위하여 부르는 짧은 노래를 말한다. 
단가는 판소리를 부르기 전에 서적음악(序的音樂)으로 부르는 것이기 때문에 비교적 담담하게 되어 있다. 소리하는 이가 단가에서 판소리 기교를 부리는 것은 법통이 아니라 한다.

## 단가라는 이름
단가는 《이조가요집(李朝歌謠集)》에서 보이는 단가와는 다르다. 사설로 보아서는 가사(歌詞)나 잡가(雜歌)처럼 장가(長歌)에 들겠으나, 판소리라는 매우 긴 사설에 비하여 짧다는 뜻으로 단가라 부른다.예전에는 '영산'이라는 단어를 단가 대신 사용하기도 했지만 현재는 거의 모든 사람들이 '영산'을 사용하지 않는다

## 단가의 사설과 장단
단가의 사설은 산천풍월(山川風月)이나 고사(故事)를 노래한 것이 대부분이다. 단가의 장단은 중모리가 거의 대부분이고(만고강산, 진국명산), 중중모리(고고천변)·엇중모리(사창화림풍)도 쓰인다. 단가의 장단은 원래 엇중모리로 쳤던 것이 중중모리로, 다시 중모리로 바뀌었다. 단가의 조(調)는 평우조(平羽調)로 부르는 것이 원칙이나, 계면(界面)을 섞어 부르기도 하고(김채만(金采萬) 제), 경드름으로 부르기도 한다(송만갑(宋萬甲) 제). 

## 단가의 종류
단가의 종류는 매우 많아서 4, 50종에 이르나, 요새 흔히 부르는 것을 추리면, 만고강산(萬古江山), 진국명산(鎭國名山), 고고천변(皐皐天邊), 죽장망혜(竹杖芒鞋), 운담풍경(雲談風輕), 강상풍월(江上風月), 불수빈(不須嚬), 홍문연가(鴻門宴歌), 백수한(白首恨), 편시춘(片時春), 장부한(丈夫恨), 호남가(湖南歌) 등을 들 수 있다. 

### 진국명산(鎭國名山)
송만재(宋晩載)의 〈관우희(觀優戱)〉에서도 보이고, 명창들의 일화에 인용되는 것으로 봐서 매우 오래된 단가라 하겠다. 이 사설은 서울 산세를 찬양하고, 군주(君主)의 만세태평과 백성의 격앙가를 노래한 송가이다. 이 사설은 가곡 편수대엽(歌曲編數大葉)에도 있고, 선소리나 무가(巫歌) 등 오래된 노래에도 단편이 보인다. 군주시대에는 많이 불린 사설 같다. 장단은 중모리이고, 평우조로 부른다. 명창 송만갑(宋萬甲)이 잘 불렀던 매우 진지하고 씩씩한 단가이다.

### 운담풍경(雲淡風輕)
이 단가를 운담풍경이라 함은 첫머리에 송나라 정명도(程明道)의 시에서 “운담풍경근오천(雲談風輕近午川), 방화수류과전천(訪花隨柳過前川)” 구절을 인용한 때문이다. 이 단가는 근래 명창 김초향(金楚香)과 강태홍(姜太弘)의 합작이라는 설이 있는 만큼, 그리 오래된 단가는 아닌 것 같다. 장단은 중모리이고, 평우조로 부른다. 담담하고 화창한 단가이다.

### 호남가(湖南歌)
함평·광주·제주·해남 등 호남지방 50여 지명을 넣어서 문장식으로 엮은 것이다. 이 사설은 조선 순조 때의 이서구(李書九)가 지은 것이라고도 하고 모씨의 작이라고도 하여 확실한 것은 알 수 없다. 근래 명창 임방울(林芳蔚)이 불러 널리 알려졌다. 장단은 중모리이고, 평조에 계면을 섞어 부른다. 서정적 단가이다.

### 백구가(白鷗歌)
첫머리가 고요(古謠) 백구사(白鷗詞)와 같은 사설로 시작하고, 뒤에는 일반 단가와 같이 인생사를 노래한다. 요새는 부르는 이가 드물지만, 옛날에는 많이 불리었다 한다. 장단은 중모리, 평우조로 부르지만 명창 송만갑은 경드름을 섞어 불렀다. 담담하고 화창한 단가이다.

### 고고천변(皐皐天邊)
판소리 수궁가의 한 대목에 이 노래가 불린다. 별주부가 용왕의 병을 고치고자 토끼간을 구하러 세상에 나왔다가 산천 경치에 찬탄하는 대목으로, 경기잡가 유산가(遊山歌)와 사설이 비슷하다. 순조시 명창 송흥록의 더늠 천봉만학가(千峯萬壑歌)와 비슷한 점으로 봐서 이 단가는 송흥록의 더늠이 내려온 것 같다. 장단은 중중모리이고 조는 평조로 부르는 이도 있고, 계면을 섞어 부르기도 한다. 많은 명창들이 애창하던 노래로, 명창 송만갑이 부른 것이 걸작이다. 매우 장쾌하고 발랄한 단가이다.

### 광대가(廣大歌)
이 노래는 판소리의 이론가이며 후원자인 신재효(申在孝)가 지은 단가로, 실제로 노래로 불리는 일은 거의 없지만, 판소리 이론에 중요한 내용을 담고 있어서 음악적으로나 국문학적으로 귀중한 단가이다.